# Hirschendorf
Hirschendorf  ist ein Ortsteil der Stadt Eisfeld im Landkreis Hildburghausen in Thüringen.

## Lage
Hirschendorf liegt nördlich von Eisfeld am Fuß der Südabdachung des Thüringer Schiefergebirges und an der Bundesstraße 281.

## Geschichte
1161 erfolgte die Ersterwähnung von Hirschendorf.
2012 lebten im Ortsteil 207 Einwohner. Die Kirche wurde 1309 gebaut.